# ニッポン戦後サブカルチャー史
『ニッポン戦後サブカルチャー史』（ニッポンせんごサブカルチャーし）は、NHK Eテレで放送されていた歴史をテーマにした教養番組である。

## 概要
劇作家および演出家である宮沢章夫が講師となり、受講生に3名の生徒を迎え、サブカルチャーについてのレクチャーなどを行い、トークを繰り広げる。戦後から続く日本のサブカルチャーの系譜を10年ごとに分けて、10回にわたる説明を行った。シーズンIIでは年代ではなくテーマ別に、大森望、泉麻人、輪島裕介、都築響一も講師陣に加わり語るスタイルとなった。シーズンIIIは1990年代だけを扱う番組になった。
愛と独断に満ちたサブカルチャー論をテーマに宮沢独自の理論を展開する。受講生である風間俊介は、2013年11月の放送から引き続きシーズン1の全10回の講義に出席、シーズンIIの全6回の講義、シーズンIIIの全4回の講義にも出席。

## 放送背景
先に、1980年代と現代のカルチャーによるつながりを解説した「80年代の逆襲『宮沢章夫の戦後ニッポンカルチャー論』」が2013年11月10日（9日深夜）に45分番組として放送された。
この放送をきっかけに、同様にナビゲーターに宮沢章夫をむかえ、日本のサブカルチャーの歴史を再編成し、戦後から現在までを時代ごとに追った番組を行うこととなった。

## 番組構成
生徒には3人共通のテーブルが与えられ、着席して受講する。資料が必要な回では、共通のテーブルに参考となる資料（雑誌、レコードなど）が与えられ、宮沢が教室に入ってくる前にすでに置かれている。講師の宮沢は、VTR映像をもとに黒板を使って、その内容についてのさらに詳しい解説を行う。受講生の疑問に答えつつ、現代とつながるサブカルチャーの本質について生徒と宮沢が一緒に考える。
第10回の放送では、受講生の風間が宮沢に代わって黒板の前に立ち、講義を行う場面も見受けられた。
番組のナレーションは、2013年11月の放送は田中敦子が、2014年以降の放送では小松由佳が行っている。

## 放送履歴

### シーズンI
2014年に放送。全ての回で講師は宮沢章夫。
| 放送回 | 放送日  | 講義タイトル                                             | 講義年代       | 受講生                                   |
| ------ | ------- | -------------------------------------------------------- | -------------- | ---------------------------------------- |
| 第1回  | 8月1日  | サブカルチャーはいつ始まったか?                          | 戦後〜50年代   | 風間俊介 立川春吾 西田藍                 |
| 第2回  | 8月8日  | 60年代新宿カルチャー/大島渚は何を撮ったのか?             | 60年代（1）    | 風間俊介 福嶋麻衣子 ジリ・ヴァンソン     |
| 第3回  | 8月15日 | 劇画とナンセンスの時代〜「カムイ伝」と「天才バカボン」〜 | 60年代（2）    | 風間俊介 福嶋麻衣子 ジリ・ヴァンソン     |
| 第4回  | 8月22日 | 深夜ラジオと音楽革命                                     | 70年代（1）    | 風間俊介 中川翔子 ジリ・ヴァンソン       |
| 第5回  | 8月29日 | 雑誌ワンダーランド                                       | 70年代（2）    | 風間俊介 中川翔子 ジリ・ヴァンソン       |
| 第6回  | 9月5日  | What's YMO〜テクノとファッションの時代〜                 | 80年代（1）    | 風間俊介 RYO-Z 西田藍                    |
| 第7回  | 9月12日 | 「おいしい生活」って何?〜広告文化と原宿・渋谷物語〜      | 80年代（2）    | 風間俊介 RYO-Z 西田藍                    |
| 第8回  | 9月19日 | セカイの変容〜岡崎京子・エヴァンゲリオン・ゲーム〜       | 90年代（1）    | 風間俊介 福嶋麻衣子 マシュー・チョジック |
| 第9回  | 9月26日 | おたく→オタク→OTAKU 〜オタクカルチャーと秋葉原〜         | 90年代（2）    | 風間俊介 福嶋麻衣子 マシュー・チョジック |
| 第10回 | 10月3日 | サブカルチャーはどこから来て どこへ行くのか〜            | ゼロ年代〜現在 | 風間俊介 市川紗椰 西田藍                 |

### シーズンII
2015年に放送。全ての回で受講生は風間俊介、西田藍、飛永翼（ラバーガール）。
| 放送回 | 放送日   | 講義タイトル                   | 講師     |
| ------ | -------- | ------------------------------ | -------- |
| 第1回  | 10月2日  | 不思議の国の「女子高生」       | 宮沢章夫 |
| 第2回  | 10月9日  | SFは何を夢見るか?              | 大森望   |
| 第3回  | 10月16日 | 深夜テレビの伝説               | 泉麻人   |
| 第4回  | 10月23日 | 踊る昭和歌謡の謎               | 輪島裕介 |
| 第5回  | 10月30日 | ヘタウマって何だ?              | 都築響一 |
| 第6回  | 11月6日  | 更新するストリート・カルチャー | 宮沢章夫 |

### シーズンIII
2016年に放送。全ての回で講師は宮沢章夫、受講生は風間俊介、大原櫻子、西田藍。
| 放送回 | 放送日  | 講義タイトル                     |
| ------ | ------- | -------------------------------- |
| 第1回  | 5月29日 | 「渋谷系」とDJカルチャー         |
| 第2回  | 6月5日  | ことばのパラレルワールド         |
| 第3回  | 6月12日 | 映像のリアルって何だ?            |
| 第4回  | 6月19日 | サブカルチャーが迎えた「世紀末」 |

## 受賞歴
- 第52回ギャラクシー賞テレビ部門・2014年10月度月間賞[4]

## 書籍
- NHK ニッポン戦後サブカルチャー史（2014年10月9日発行、NHK出版） ISBN 978-4-14-081650-9